# Mariano Mullerat i Soldevila
 (janvier 2019).
Si vous disposez d'ouvrages ou d'articles de référence ou si vous connaissez des sites web de qualité traitant du thème abordé ici, merci de compléter l'article en donnant les références utiles à sa vérifiabilité et en les liant à la section « Notes et références ».
Mariano Mullerat i Soldevila, né le 24 mars 1897 et mort assassiné le 13 août 1936, est un médecin et un militant catholique espagnol, enlevé et tué au cours de la guerre d'Espagne à cause de sa foi chrétienne. Reconnu martyr par l'Église catholique, il a été proclamé bienheureux le 23 mars 2019.

## Biographie
Il était le frère de Josep Mullerat i Soldevila, député de la Lliga Regionalista et maire de Tarragone, de Joan Mullerat i Soldevila, médecin à Santa Coloma de Queralt, et de Ricard Mullerat i Soldevila, entrepreneur en construction à Santa Coloma de Queralt. Pendant sa jeunesse, il milita dans les rangs du carlisme et pendant ses études universitaires, il  présida la section de médecine de l’Agrupación Escolar Tradicionalista de Barcelona. Ses études terminées, il exerça la médecine à Arbeca, où il fut également maire.
Il fonda le journal L’Escut, publication bimensuelle locale entièrement écrite en catalan et parue entre 1923 et 1926, qui se présentait comme « le défenseur de toute idéologie saine ». On y trouvait des nouvelles et des anecdotes locales et régionales ; d’autres d’intérêt régional et national ; des histoires d’Arbeca. On y prônait la décence dans la parole ; on y parlait d’enseignement, d’agriculture, de religion, de morale, de fêtes et de traditions, de sports.... Il s’agissait d’une publication aux sujets les plus variés et où l’on trouvait des poèmes et des textes de divers auteurs catalans (Joan Amades, Josep Carner, Àngel Guimerà, Joan Maragall, Jacinto Verdaguer, , etc.).
Dans sa profession de médecin, il encourageait ses patients à fréquenter les sacrements, soignait gratuitement les plus pauvres et aidait les plus nécessiteux. En 1924, il fut élu maire d'Arbeca, mandat qu'il occupa jusqu'en 1930. Au cours de la guerre d'Espagne, il poursuivit ses engagements sociaux et religieux, au péril de sa vie.
Le 13 août 1936, il fut enlevé chez lui par des miliciens républicains avec cinq autres Arbequiniens. Avant que le camion partît, une mère de famille s’approcha du camion et demanda aux membres du Comité populaire de libérer le Dr Mullerat afin qu’il pût rendre visite à son fils qui était gravement malade. Le comité, pensant qu’il s’agissait d’une ruse, arrêta le camion. Le Dr Mullerat, qui connaissait cette famille, se tourna vers cette mère désemparée pour lui dire : « Ne pleure pas. Ton fils ne mourra pas. » Après avoir pris un carnet, il rédigea une ordonnance. « Donne ce médicament à ton fils, dit-il, et prie, Dieu t’aidera. » Pendant que le Dr Mullerat était assassiné, le fils de cette femme se retrouva guéri à la maison.

## Béatification
Le 7 novembre 2018, le pape François reconnaît son martyre et signe le décret pour sa béatification.
Sa béatification est célébrée le 23 mars 2019 dans la cathédrale de Tarragone par le cardinal Giovanni Angelo Becciu.